# 官邸区
官邸区（Konak）是土耳其伊兹密尔的一个区，在九个区中人口最多，并且在地理位置，行政，经济和历史上都占据中心位置。
官邸区设立于1983 - 1984年，当时组建伊兹密尔大都市，其本身改为中区，1987年又改名为官邸区。官邸区仍然是大都市地区和伊兹密尔省的行政中枢，省、市政府和商业区，各种公私机构的总部均位于位于官邸区。
官邸区从伊兹密尔湾的尖端开始，沿着南部海岸线延伸11.4（7英里）。通过密集的公路和铁路网，渡轮，以及目前正在大规模延伸的地铁线路连接伊兹密尔的其他地区。
官邸区是一个非常活跃的工业，贸易，商业和服务中心，公司数量超过六万，其出口在2006年接近二十亿美元。

## 景点

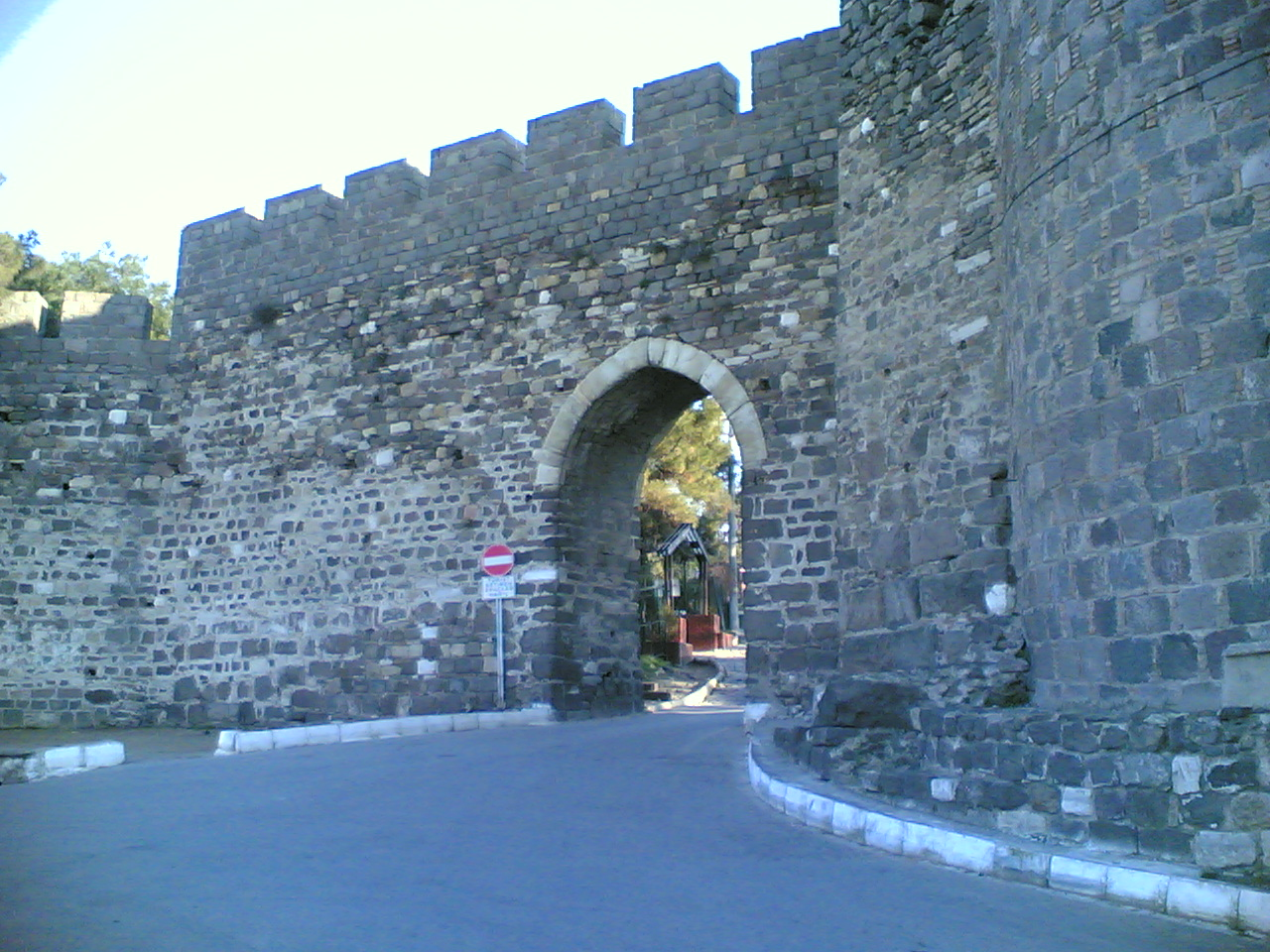
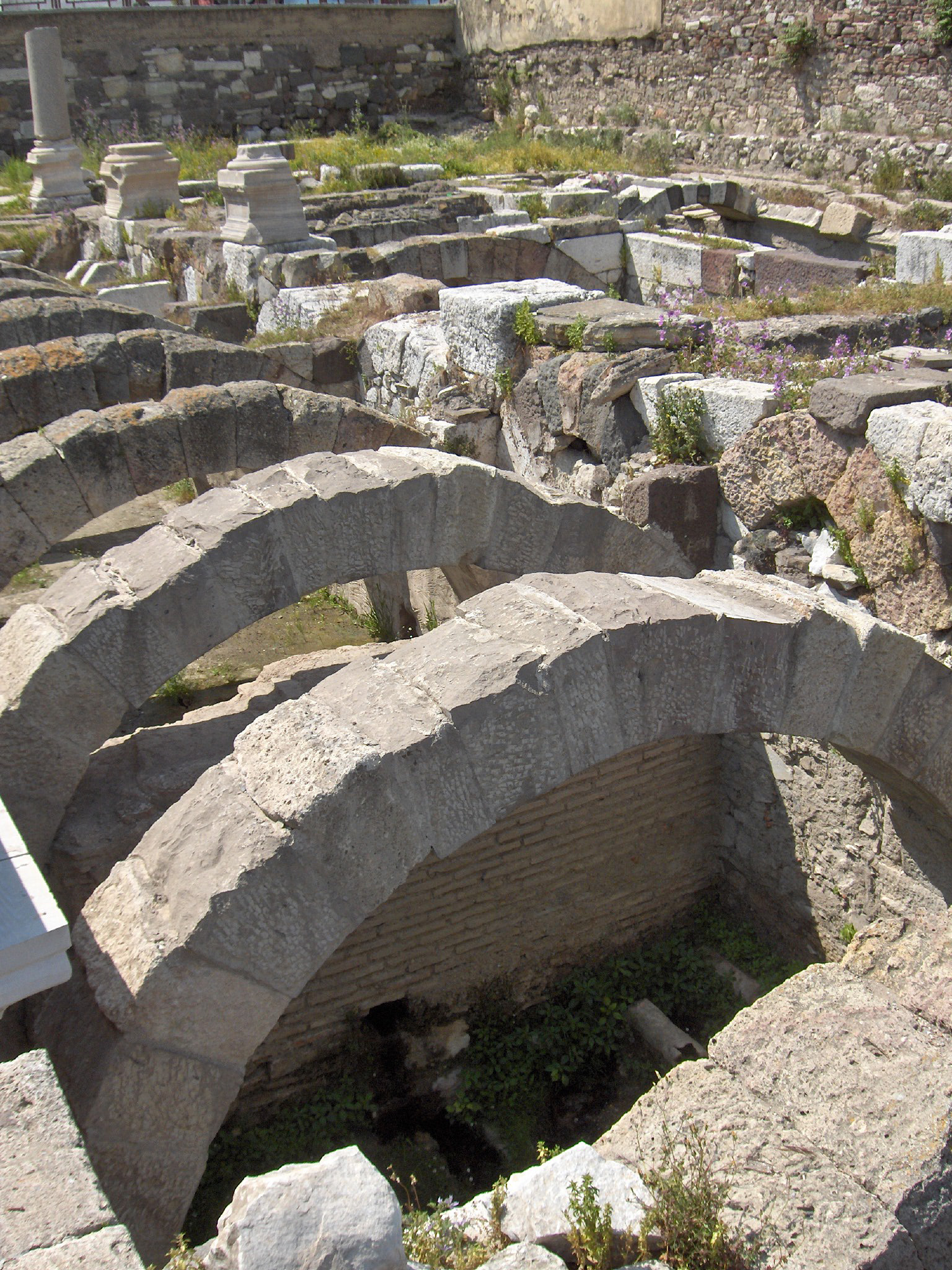
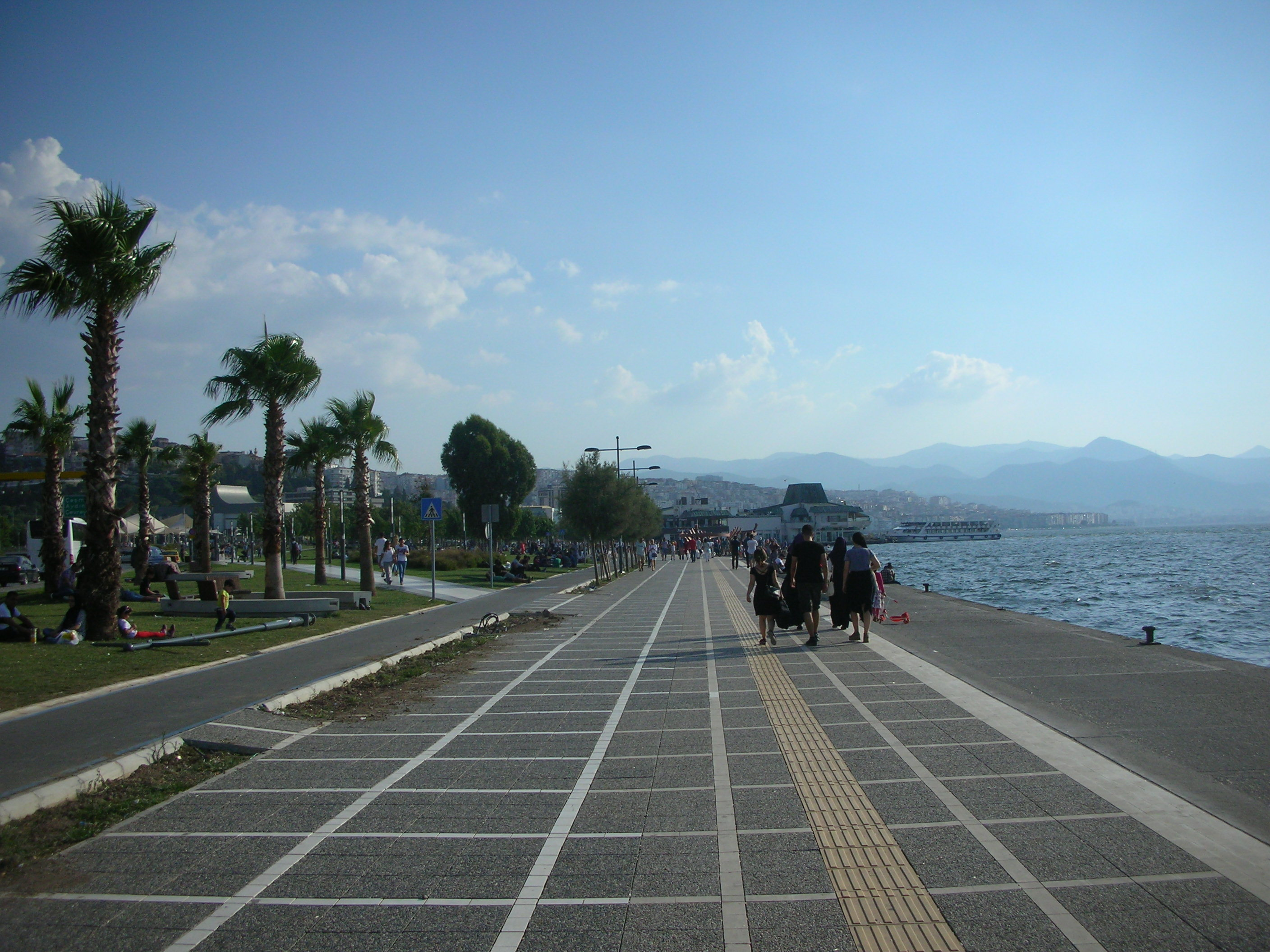

- 天鹅绒城堡（Kadifekale），位于山顶，始建于建于公元前4世纪末，历经古希腊、古罗马、拜占庭和热那亚统治，可观赏伊兹密尔城市及海湾的景色。
- 士每拿集市
- 官邸广场及伊兹密尔钟楼、伊兹密尔民族志和考古博物馆
- Kemeraltı巴扎
- 海滨长廊
- Asansör（升降机）建于1907年，由一位富裕的犹太银行家和贸易商建造，沿着陡峭的悬崖连接海岸线与山坡
- Kültürpark，被认为是土耳其的博览会和博览会产业的摇篮